# Барливайн
Барлива́йн (англ. barley wine, букв. ячменное вино) — крепкое английское пиво, разновидность крепкого эля (strong ale) от коричнево-золотистого до чёрного цвета с содержанием алкоголя 8,0-12,0 %. По мнению некоторых авторов, обособлять барливайн в отдельный стиль излишне, и это лишь изменение стиля старый эль. Основные производители такого эля — Англия и США, но барливайн производят также и отдельные пивоваренные заводы в Израиле, Канаде, Австралии, Бельгии, Дании, Италии и других странах.

## История и характеристики
Барливайн возник в XVIII—XIX веке, когда Англия вела частые войны с Францией, и для британских военных и аристократов было делом патриотизма и личной чести пить крепкий эль, а не изысканные французские вина из Бордо и Бургундии (ср. квасной патриотизм). Это крепкий эль с содержанием алкоголя, как правило, от 8,0 до 12,0 %, выдерживается в деревянных бочках в течение от одного до двух лет. Таким образом пиво, в результате длительного старения и контакта с деревом, приобретает и некоторые органолептические характеристики вина. Первая торговая марка, обозначенный как барливайн — Barley wine Bass Ale № 1 английской пивоварни Bass Brewery, которая появилась на рынке в 1870 году.
Барливайн даже может быть крепче, чем вино, потому что оно сделано из зерна, а не из винограда или фруктов. Есть два основных сорта барливайна: английский барливайн, который имеет небольшую хмелевую горечь и большое разнообразие в плане цветов — начиная от красно-золотистого до чёрного, и американский барливайн, более горький, цветовая гамма которого варьируется от янтарного до светло-коричневого.

## Английский барливайн

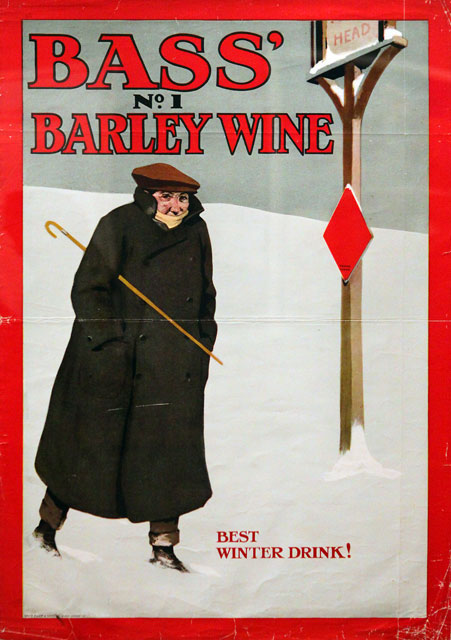
Ячменное вино Bass Ale № 1

Это самый плотный и крепкий английский эль с солодовой насыщенностью и комплексным, интенсивным и насыщенным вкусом. Британские барливайны имеют легкую горчинку по сравнению с американскими версиями, тёмный цвет и насыщенный фруктовый вкус и аромат. Используются английские сорта хмеля: Northdown, Target, East Kent Goldings и Fuggles, английский светлый и карамельный солод, а также типичные английские дрожжи.
Цветовая гамма варьируется от глубокого золотистого до тёмно-коричневого и даже чёрного, часто с рубиновыми оттенками. Формирует от слабой до умеренной кремообразную пену со слабой устойчивостью.
Оно характеризуется богатым и сильным ароматом солода с оттенками карамели и сухофруктов, от умеренной до сильной солодовой сладости и интенсивным и сложным ароматом, который включает солод, сухофрукты, крекеры, грецкий орех, тёмную карамель и патоку.
Типичные торговые марки: Thomas Hardy’s Ale, Burton Bridge Thomas Sykes Old Ale, Robinson’s Old Tom, J.W. Lee’s Vintage Harvest Ale, Young’s Old Nick (unusual in its 7,2 % ABV), Whitbread Gold Label, Lakefront Beer Line, Heavyweight Old Salty.

## Американский барливайн

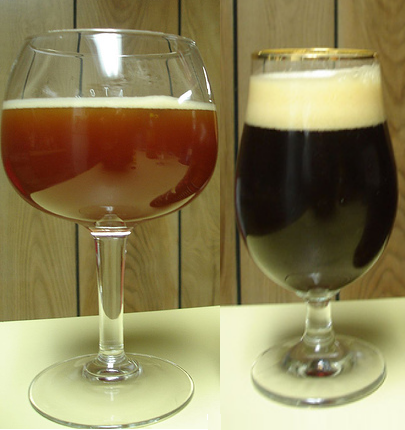
Ячменное вино

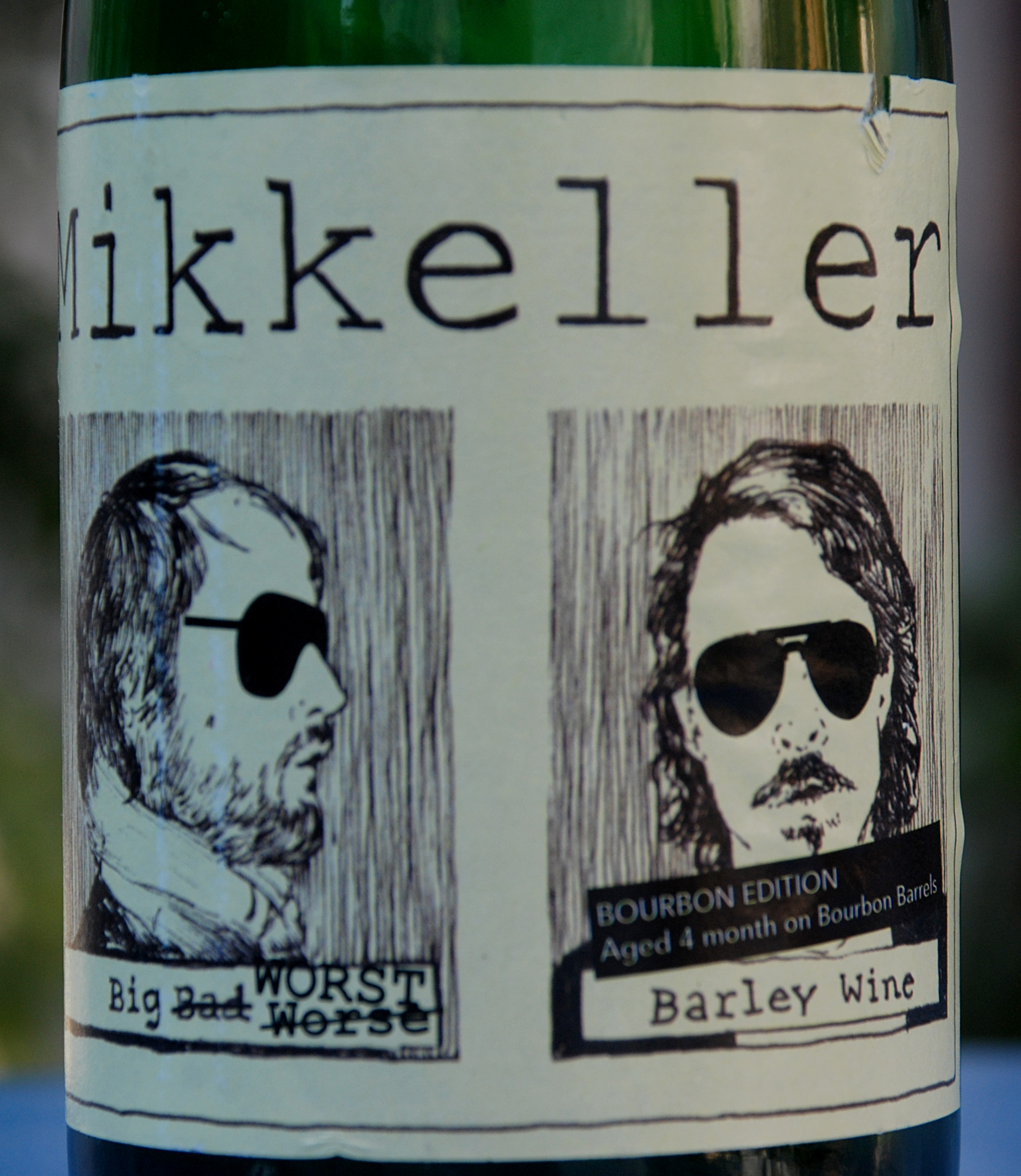
Этикетка датского барли уайн Mikkeller

В американской версии барливайна, как правило, больше внимания уделяется хмелевой горечи, вкусу и аромату. Используются американские сорта хмеля, светлый и тёмные солод и американские дрожжи.
Цвет варьируется от светло-янтарного до медного, реже от светло- до тёмно-коричневого, часто с рубиновым оттенками. Образует от умеренной до большой кремообразную пену желтовато-коричневого цвета со слабой устойчивостью.
Имеет насыщенный и интенсивный солодовый и хмелевый аромат с цитрусовыми и смолистыми нотками за счет использования цитрусовых или смолистых американских сортов хмеля и сильный солодовый вкус со значительной хмелевой горечью.
Типичные торговые марки: Sierra Nevada Bigfoot, Rogue Old Crustacean, Anchor Old Foghorn, Victory Old Horizontal, Brooklyn Monster Ale, Avery Hog Heaven Barleywine, Bell’s Third Coast Old Ale, Weyerbacher Blithering Idiot, Three Floyds Behemoth, Old Dominion Millennium, Stone Old Guardian, Bridgeport Old Knucklehead, Hair of the Dog Doggie Claws, Left Hand Widdershins.